# Alter Markt (Halle)

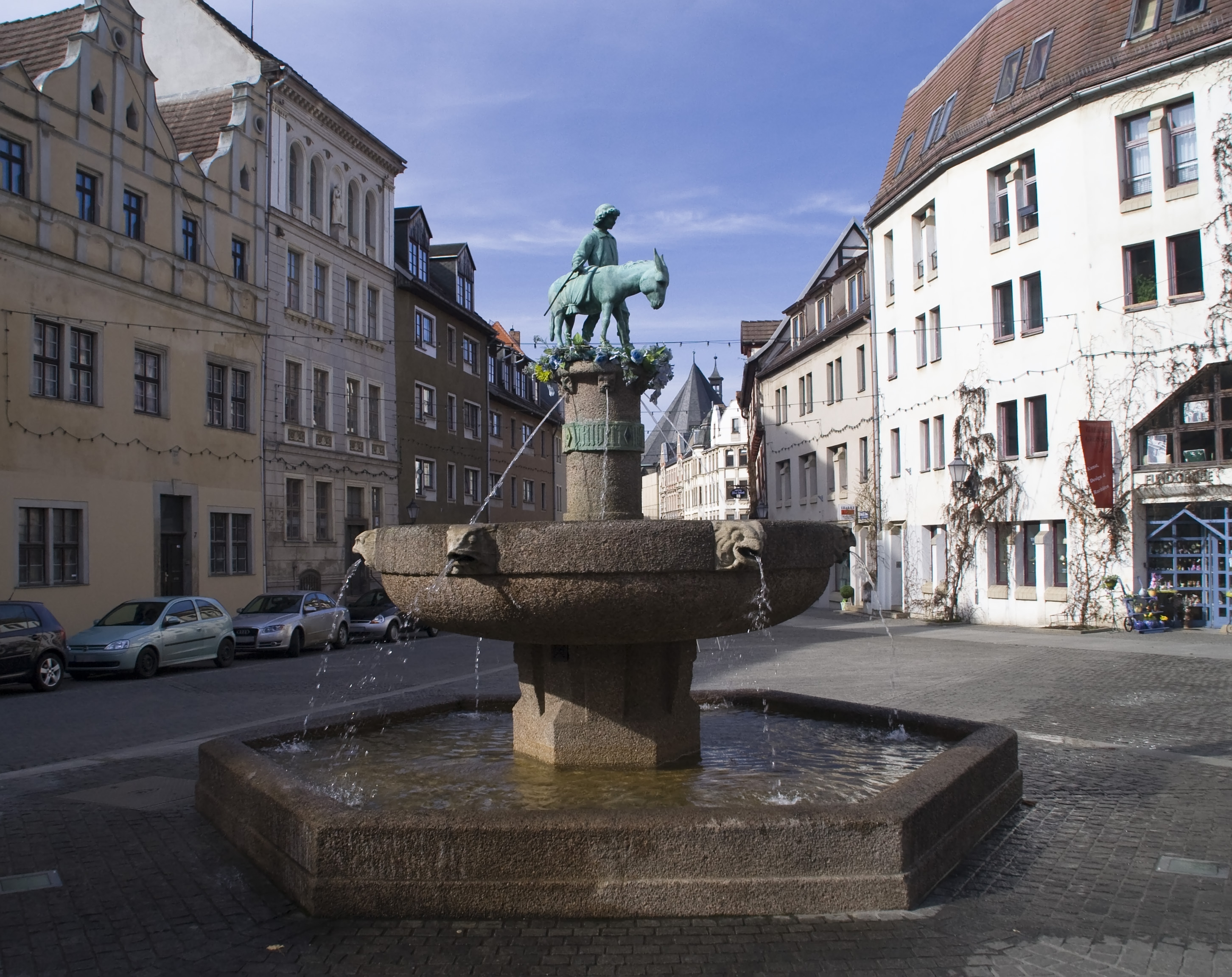
Eselsbrunnen

Der heute als Alter Markt bezeichnete Platz liegt südlich des Marktplatzes und war einer der ersten Siedlungskerne der Stadt Halle (Saale). Ab dem 11. Jahrhundert bestand an dieser Stelle eine Fernhändlersiedlung, die um 1100 über eine Befestigung verfügte. Am Alten Markt stand das erste hallische Rathaus und, mit der heute nicht mehr vorhandenen Michaeliskapelle, die erste Pfarrkirche der Stadt.
Auf dem Alten Markt verband sich die Fernhandelsstraße von Lübeck und Magdeburg nach Süddeutschland (östliche Platzseite) mit der Straße über Eisleben nach Westdeutschland.
Die Raumkanten geben dem Platz eine für seine Zeit wohl einmalige dreieckige, fast T-förmige Struktur. Die Randbebauung ist z. T. noch aus hochmittelalterlicher Zeit. Zudem sind Fassaden aus der Renaissance, dem Barock und Klassizismus vorhanden. Der Platz verfügte seit 1480 über einen öffentlichen Brunnen. In der Platzmitte steht heute der 1913 aufgestellte Eselsbrunnen von Heinrich Keiling, der an eine bekannte hallesche Sage erinnert.

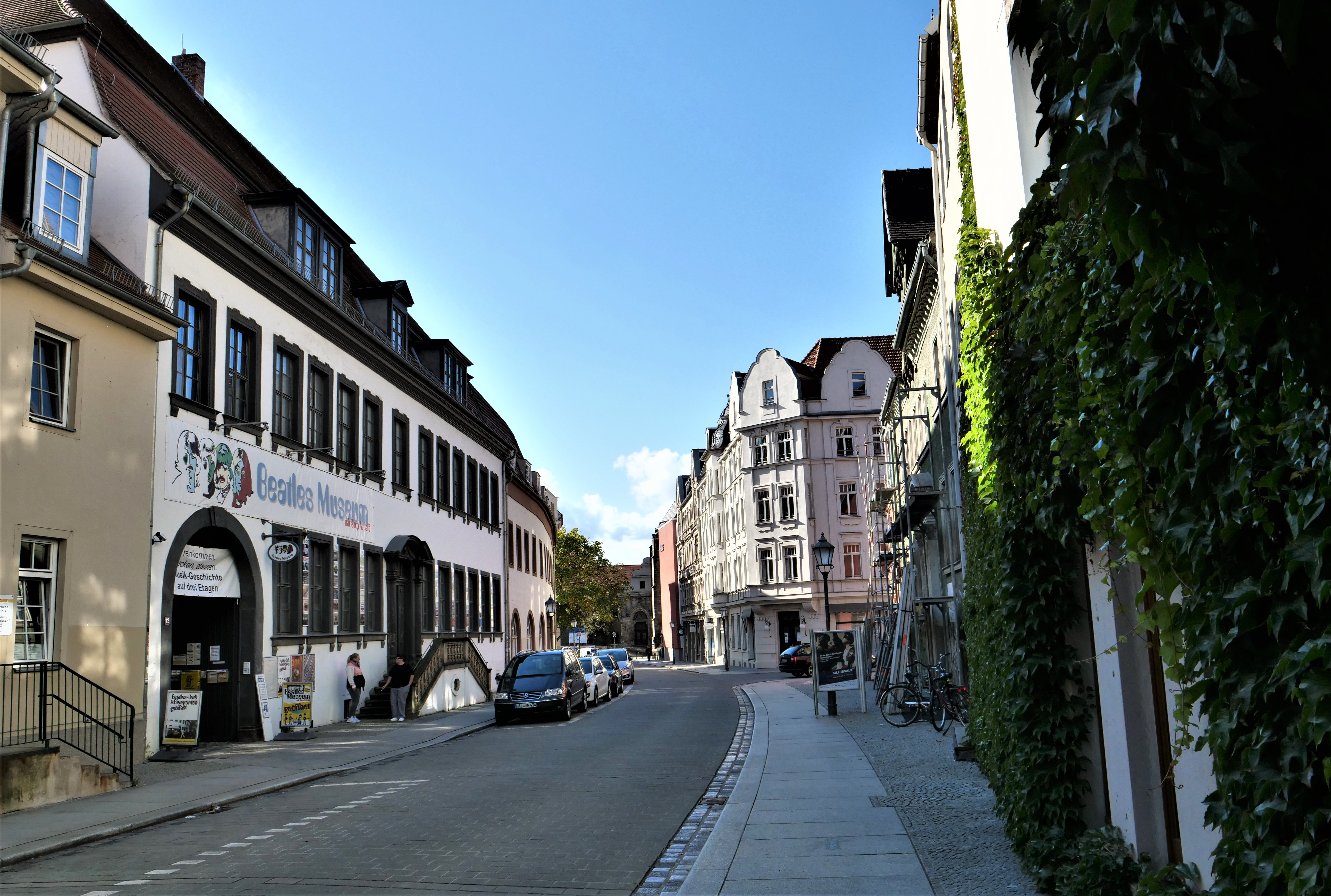
Beatles-Museum, Alter Markt 12

Zu den Gebäuden am Alten Markt gehören:
- das älteste Gebäude des Platzes (Nummer 7 und 8) aus im Kern spätromanischer Zeit (spätes 12./frühes 13. Jahrhundert), beherbergte im 16. Jahrhundert den Gasthof „Zu den drei Kronen“,
- ein Fachwerkhaus, errichtet um 1600 im niedersächsischen Fachwerkstil (Nummer 31),
- das 1605 errichtete ehemalige Gasthaus „Zum goldenen Pflug“ (Nummer 27),
- ein 1705 errichtetes Bürgerhaus im barocken Stil (Nummer 12), beherbergt heute das Beatles-Museum.